# Leptodrassus leclerci
Leptodrassus leclerci är en spindelart som beskrevs av Denis 1966. Leptodrassus leclerci ingår i släktet Leptodrassus och familjen plattbuksspindlar.
Artens utbredningsområde är Libya. Inga underarter finns listade i Catalogue of Life.